# مارک دوپلاس
مارک دوپلاس (به انگلیسی: Mark Duplass) (زاده ۷ دسامبر ۱۹۷۶) بازیگر آمریکایی است.
از فیلم‌های معروف او می‌توان به بازی در فیلم مردمی شبیه ما، خواهر خواهر شما، عشق سونیا، نوجوانان واقعی و تالی اشاره کرد.
وی در سال ۲۰۲۰ در سریال The Morning Show در نقش تهیه‌کننده برنامه شوی صبحگاهی، ایفای نقش نمود.